# Trehörningsjö-Uddervattnet
Trehörningsjö-Uddervattnet är en sjö i Örnsköldsviks kommun i Ångermanland och ingår i Husåns huvudavrinningsområde. Sjön har en area på 0,142 kvadratkilometer och ligger 177 meter över havet.

## Delavrinningsområde
Trehörningsjö-Uddervattnet ingår i det delavrinningsområde (706584-164963) som SMHI kallar för Mynnar i Stavarvattsbäcken. Medelhöjden är 229 meter över havet och ytan är 3,94 kvadratkilometer. Räknas de 3 avrinningsområdena uppströms in blir den ackumulerade arean 13,52 kvadratkilometer. Bäckraningsbäcken som avvattnar avrinningsområdet har biflödesordning 3, vilket innebär att vattnet flödar genom totalt 3 vattendrag innan det når havet efter 57 kilometer. Avrinningsområdet består mestadels av skog (83 procent). Avrinningsområdet har 0,14 kvadratkilometer vattenytor vilket ger det en sjöprocent på 3,6 procent.